# José López Calvo
José López Calvo (Cuenca, 19 de marzo de 1930 - Cuenca, 17 de agosto de 2021), fue un músico español, director de banda de música y compositor. Fue director de la Unidad de Música de la Guardia Real de España desde 1976 a 1988, siendo el autor de su himno. Muy identificado con Cuenca y su Semana Santa, entre otras composiciones, compuso una veintena de marchas procesionales.

## Biografía
En 1930 nace en Cuenca «en el seno de una familia tradicionalmente vinculada a la música». A los ocho años de edad comienza sus estudios de música en la Academia de Música y a los doce años ingresa en la Banda Municipal, accediendo a los catorce al puesto de solista de bombardino.
Desarrolla su carrera profesional en el ejército. Su primer empleo, a los 16 años, lo fue en la Banda de Música de Aviación, comenzando como músico de tuba (de tercera) y empleo de cabo. Siendo a los 22 años cuando llegara a músico de primera.
Cursa los estudios de composición en el  Real Conservatorio Superior de Música de Madrid, siendo su profesor Julio Gómez García.  
En 1953 accede al cuerpo técnico de directores civiles, siendo el número uno de su promoción y el 1973, también con el número uno de su promoción, accede al cuerpo de directores militares.
En 1976 ingresa en la Unidad musical de la Guardia Real España desempeñando el empleo de comandante director (reorganizándola) hasta 1988, momento de su jubilación. Siendo el autor de su himno.
Aunque por su actividad profesional estuvo domiciliado en varias ciudades españolas: Ibiza, Barcelona, Toledo y, finalmente,en Madrid, no perdió nunca su vínculo con Cuenca, su ciudad natal, y, especialmente, estuvo vinculado a su Semana Santa, por la que sintió un especial aprecio, dedicándole una veintena de marchas procesionales. 
A su labor como director de banda de música y compositor, hay que unir su labor como difusor de la música y pedagogo, siendo muy recordado en Cuenca por esa labor docente.

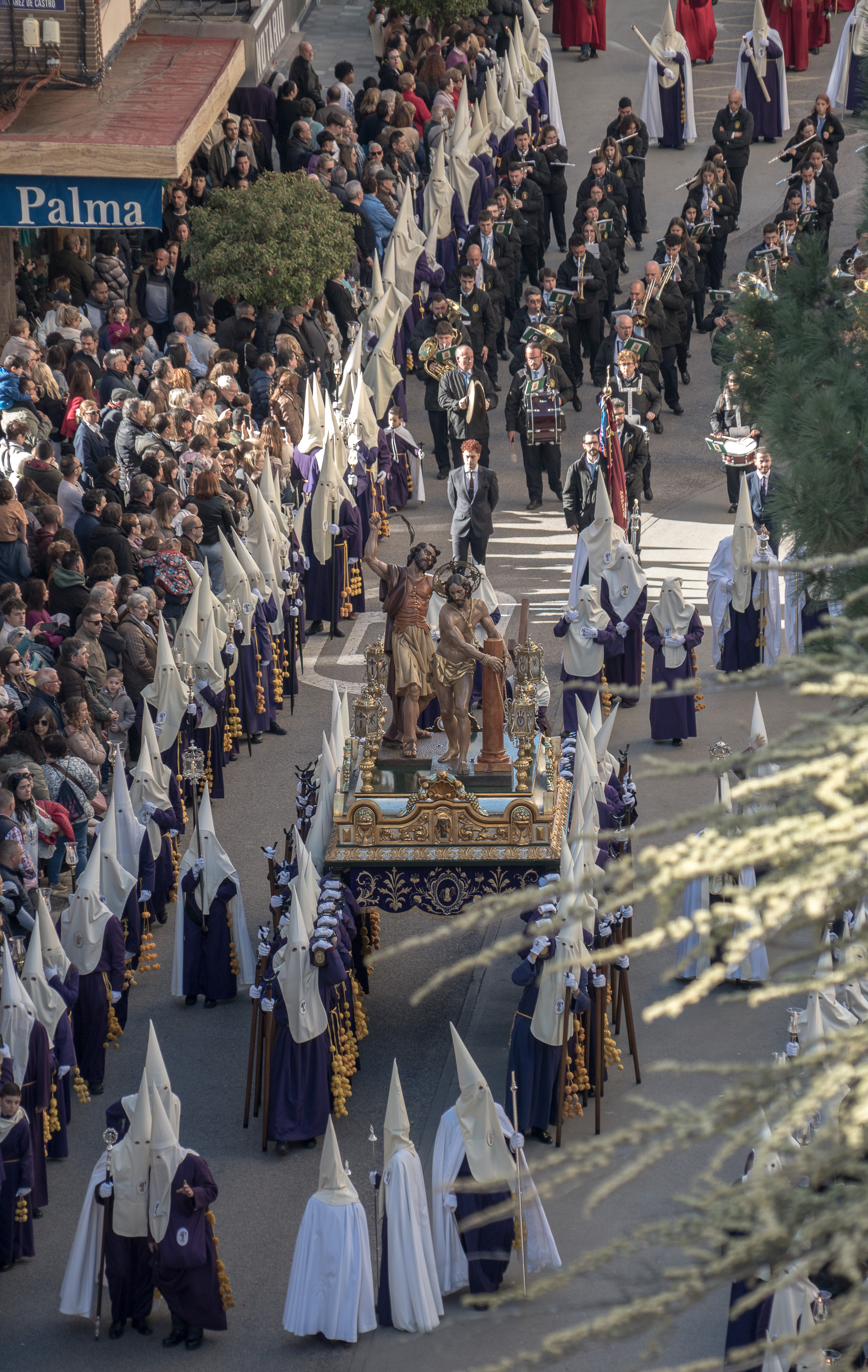
Jesús amarrado a la columna acompañado por la Agrupación Musical Iniestense (Iniesta), con música de José López Calvo, sonando entre otras, Por Tu Cara De Pena. Cuenca 2025.

Fueron numerosos los premios y reconocimientos que recibió, de los que se pueden destacar: «El Premio Ejército de Tierra, que ganó tres veces, o el Premio Tortosa, que logró en dos. Fue asimismo miembro de la Orden Militar del Imperio Británico, Medalla de la Orden de Orange-Nassau, distinguido por la República Federal Alemana, Medalla al Mérito Militar de Primera Clase, Comendador de Número, Plaza, Cruz y Encomienda de San Hermenegildo».
El 20 de febrero de 2009 se celebró el Concierto Homenaje a D. José López Calvo en el Teatro Auditorio de Cuenca a cargo de la Banda de la Guardia Real dirigida por el coronel Antonio Sendara, en el que participó el propio Jóse López Calvo dirigiendo las últimas piezas del concierto. 
La Junta de Cofradías de la Semana Santa de Cuenca ha destacado de él que era «un músico y compositor muy querido en la comunidad nazarena».
Pasando sus últimos años en Madrid, el destino quiso que fuera a morir a Cuenca, durante las vacaciones de 2021.

Me gustaría que me recordaran como músico militar, no. Como músico de la Semana Santa. Con eso me conformo.
Entrevistado por el Liberal de Castilla

## Composiciones
Relación no exhaustiva.

### Marchas procesionales
- Marcha Por Nuestro Cristo Yacente (dedicada al Santísimo Cristo Yacente de Cuenca)
- Por Tu Cara De Pena	(dedicada a la Virgen de las Angustias de Cuenca)
- Por Un Viejo Turbo (dedicada a José María Muro)
- San Pedro Apóstol. (dedicada a la Hermandad de San Pedro Apóstol de Cuenca)
- Hermanos Del Bautismo - 1953	(dedicada a la Hermandad del Bautismo de Cristo de Cuenca)
- Cantos De Tristeza Y Esperanza - 2000
- Pan Compartido, Sangre Derramada - 2004 (dedicada a la Hermandad de la Santa Cena de Cuenca)
- Toque, Marcha Y Salve Por La Virgen De La Aurora - 2005 (dedicada a la Virgen de la Aurora de Baeza)
- Ecce Homo, He Aquí El Hombre	- 2009	(dedicada a la Hermandad del Ecce Homo de San Miguel (Cuenca)
- Toque, Marcha Y Salve Por La Procesión Del Perdón - 2009 (dedicada a las hermandades del Martes Santo [Procesión del Perdón] de Cuenca)
- Marcha De Procesión Al Cristo De Gracia - 2010	 (dedicada al Cristo de Gracia, patrón de Quintanar de la Orden, Toledo)

### Composiciones militares
- Himno de la Guardia Real
- Himno de la XXVIII Promoción de Infantería
- Soñando En Tu Grandeza (Accésit concurso Ejército Tortosa 1987)

### Otras marchas y composiciones
- Canto a Cuenca - 1970's (coautor junto a primo Miguel Gallego Calvo)
- Réquiem Por Un Músico - 1948 (dedicada a su padre)
- Marcha Por Un Guitarrista Conquense
- Canto De Tristeza y Esperanza - 2000 (primer premio del concurso nacional de composición musical "Ciudad de Alicante")
- De La Habana Son Recuerdos - 2002 (primer premio a la mejor habanera en el certamen de Torrevieja)

| Predecesor: Ricardo Vidal Tolosa | Director de la Unidad musical de la Guardia Real España 1976-1988 | Sucesor: Francisco Grau Vegara |